# Büsbach
Büsbach is een plaats in de Duitse gemeente Stolberg (Rheinland), deelstaat Noordrijn-Westfalen, en telt 7.200 inwoners (2005).
Büsbach was tot 1794 in bezit van de Abdij van Kornelimünster en van 1794-1935 een zelfstandige gemeente, waarna het bij de gemeente Stolberg werd gevoegd.
In 1680 werd een aan Sint-Hubertus gewijde kapel gesticht die in 1804 tot parochiekerk werd verheven. Een nieuwe kerk werd in 1864 ingewijd. In 1996 werd de, met instorting bedreigde, toren grotendeels gesloopt en een moderne klokkentoren naast de kerk gebouwd.

## Bezienswaardigheden
- Sint-Hubertuskerk in vroege neogotiek, van 1864.
- Naturschutzgebiet Bärenstein, een voormalige kalksteen- en dolomietgroeve
- Naturschutzgebiet Brockenberg, een voormalige zink- en loodmijn met zinkflora

## Natuur en landschap
Büsbach ligt op ongeveer 247 meter hoogte, ten westen van het dal van de Vichtbach. Büsbach maakt onderdeel uit van de Stolberger agglomeratie.

## Nabijgelegen kernen
Breinig, Dorff, Brand, Liester, Münsterbusch, Vicht, Mausbach, Oberstolberg